# Freddy Charlier
Frédéric Freddy Charles Joseph François Charlier (Brussel, 24 juni 1890 - Stavelot, 7 juli 1929) was een Belgisch ijshockeyer en autocoureur.

## Levensloop
Charlier was actief als ijshockeyer bij Brussels IHSC. Op de Europees kampioenschappen van 1910 in het Zwitserse Les Avants (nabij Montreux) en 1914 in het Duitse Berlijn won hij met de nationale ploeg brons. Op het EK van 1913 in het Duitse München wonnen ze goud.
Daarnaast was hij actief in het autoracen. Hij nam zesmaal deel aan de 24 uur van Spa-Francorchamps. Tijdens de editie van 1929 kwam hij om het leven nadat zijn Bugatti T43 tegen een boom crashte.